# Alexandre Auguste d'Haubersart
Alexandre Auguste, vicomte, puis 3e comte d'Haubersart (7 août 1803 à Dunkerque - 30 mai 1868 à Paris), est un fonctionnaire et homme politique français du XIXe siècle.

## Biographie
Fils d'Alexandre Florent Joseph d'Haubersart, pair de France, Alexandre Auguste fut nommé auditeur de seconde classe au conseil d'État le 6 septembre 1825, et devint auditeur de première classe le 13 novembre 1827.
Démissionnaire, le 26 juillet 1830, eu raison des Ordonnances, il fut renommé maître des requêtes au service ordinaire (30 août suivant), et fut chargé des fonctions de ministère public près la juridiction contentieuse du conseil d'État (28 février 1831). Chef de cabinet de la présidence du Conseil et directeur du personnel au ministère de l'Intérieur (16 mai 1831) à l'avènement de Casimir Perier, il eut avec celui-ci une scène de violence qui resta célèbre, et donna sa démission à la mort de cet homme d'État (17 mai 1832) pour reprendre au conseil d'État les fonctions de maître des requêtes chargé du ministère public.
Successivement élu député par le 8e collège du département du Nord (arrondissement de Cambrai) :
- le 4 août 1835[2], en remplacement de M. Lallier-Frémicourt, décédé, contre M. Taillandier[3] ;
- le 9 juillet 1842[4], contre M. Taillandier[5] ;
- le 1er août 1846[6], contre M. Taffin[7] ;

Il appuya la politique ministérielle et vota l'indemnité Pritchard. Conseiller d'État titulaire, du 12 mai 1839, il rentra dans la vie privée à la révolution de Février 1848.
Le comte d'Haubersart était officier de la Légion d'honneur. Il resta sans alliance.